# Новожуків
Новожуків (до 2016 — І́скра) — село в Зорянській сільській громаді Рівненського району Рівненської області України. Населення становить 585 осіб.
У селі народилися письменники Євген Шморгун та Володимир Заремба.

## Географія
Селом протікає струмок Сухівський.

## Історія села Новожуків
Село Новожуків (старі назви Новосілки та Іскра, у середньовіччі містечко Жуків).
Заселення території відбувалось ще в період середньої та пізньої бронзи, племенами тшинецько-комарівської культури. Більше відомостей про населений пункт збереглося з часів середньовіччя.
1241 року Пересопниця, як і багато міст Русі, була зруйнована монголо-татарською навалою. Місто вже не відродилося як столиця волості, не відбудувалось тому, що в силу свого географічного положення не могла стати неприступною фортецею для ворогів. Для нового міста місцеві жителі вибрали високий пагорб, через річку Стубла: дві сторони цього городища виходили до болота, а дві інші обкопали 15-ти метровим широким ровом — майже вік середньовічні замки будували саме так.
Містечко, яке збудували пересопняни, назвали Жуковом, а волость Жуківською, яка адміністративно входила до Луцького воєводства Великого князівства Литовського. Ця древня назва побутує і зараз — Жуківщиною називають ліс, який тягнеться смугою по кордоні Рівненської та Волинської областей; починається від села Сухівці і закінчується у Дерев'яному.
1399 року — Пересопницю сильно зруйнував татарський хан Едигей, це остаточно підірвало значення міста. Князі Чарторийські переносять центр своїх володінь на захід — містечко Жуків — де споруджують нові фортечні укріплення. Містечко стає центром окремої волості перебираючи таким чином на себе функції княжої столиці, у Жукові урядували війт, суддя та урядник.
В 1570 році тут проживало 89 міщан, земля була у 86 чоловік, орними землями не користувалися тільки троє ремісників. Основна адміністративна і судова влада зосереджувалась в руках війта, при цьому війт в певній мірі залежав від урядника, що відповідав за стан оборонних споруд замку. Усі міщани платили податок в розмірі 25 копійок 51 гроша щорічно.
За статистичними даними архіву відомо, що в 1570 році тут куріло 12 горілчаних котлів, на річці Стубла було аж 11 млинів, кожен мельник платив у казну з кожного колеса 24 гроша щорічно.
Історія жодного разу не зафіксувала, що це містечко було розбите і взяте приступом ворога, але у XVI ст. на Волині почалось інтенсивне будівництво великих і малих сіл. Князі Острозькі, Чарторийські, Корецькі та Вишневецькі мурують нові фортечні укріплення, при цьому роль Жуковської волості занепадає, та й власник Жукова князь Чарторийський переносить центр волості до Клеваня.
Новосілки, як частина Жукова, уперше згадується актом 1587 року. Там (у закладній, даній Заславському на містечко Жуків) є, крім іншого такі рядки «а местечко Жуков з преселками всема — з селом Новоселками, з селом Новоставом, з селом Суховцы»
Акт 1593 року згадує, що «крестьяне Новоселок» допомагали зводити ушкоджений повінню міст на Пересипницю, а через рік інший документ сповіщає про пожежу панської конюшні дворового «чворака».
1611 року збудована церква в честь святого архистратига Михайла, але ким не відомо [4;0037-0038].
За даними 1862 року Новосілки були селом, тоді в них нараховувалось 26 дворів та 207 мешканців.
За переписом 1911року в селі було 381 житель, читальня, одна крамниця та ґуральня виготовляла 30,107 відер горілки на рік та водяний млин на річці Стубла  перемелював ЗО тис. пудів зерна щорічно .
18 березня 1921 року підписано Ризький мирний договір згідно якого територія Волині, а разом з ним село, відійшла до Польщі.
23 серпня І939року — Пакт Молотова — Ріббентропа, за яким ця територія входить до складу СРСР.
Серед подій Другої світової війни варто акцентувати свою увагу на Боротьбі УПА, до якої входили мешканці села, з нацистськими окупантами та радянськими загарбниками.
Вересень 1943 року — німці спалили села: Новосілки, Радухівку та навколишні хутори. Спалили близько 18 мирних жителів. Напевно, у той же час окупанти спалили новоселецьку церкву святого Михайла (буде відбудована лише у 1991 році).
Розвиток краю у 70-80-их роках відзначався складністю та суперечливістю — зріс економічний потенціал, велося житлове і соціально-культурне будівництво, однак відбувається відтік трудових ресурсів, зокрема молоді, з села.
Стара назва села — Іскра перенесена з імені тутешнього колгоспу як ідеологічна, символізуючи першу марксистсько-ленінську газету «Іскра».
Сучасне село має дуже компактне розміщення — в центральній частині зосереджені майже всі іскрівські культурно-побутові споруди: школа, клуб, фельдшерський пункт, три магазини, кафе, спортзал, пилорама, дві церкви та два будинки молитви.
Сьогодні від містечка Жукова залишилось лише земляне городище. Місцеві жителі гордяться своїм селом, але чомусь не поспішають повернути стару назву для свого села та відновити історичну справедливість.

## Населення
Згідно з переписом УРСР 1989 року чисельність наявного населення села становила 556 осіб, з яких 249 чоловіків та 307 жінок.
За переписом населення України 2001 року в селі мешкало 585 осіб.

### Мова
Розподіл населення за рідною мовою за даними перепису 2001 року:
| Мова       | Відсоток |
| ---------- | -------- |
| українська | 99,32 %  |
| російська  | 0,51 %   |

## Ветерани німецько-радянської війни

### Демидко Максим Охрімович
Народився 25.11.1921 року в с. Новожуків.
Забрали на війну в травні 1944 року. Свій бойовий шлях почав з Брянська до Берліна. Воював на другому Білоруському фронті в 72-му стрілецькому полку, командиром мінометників.
Найбільш пам'ятним є наступ на Берлін. Бої були дуже тяжкими.
Був поранений за 40 км від Берліна. Коли поранили, лежав у госпіталі 3 місяці. Після госпіталю воював знову в Берліні, але в іншій частині. Демобілізувався з армії в липні 1946 р.
Нагороджений Медаллю «За відвагу», Медаллю «За перемогу над Німеччиною» та ювілейними медалями.

### Стельмах Федір Терентійович
Народився 30 грудня 1920 року.
Воював на I Українському фронті під командуванням Конева. Найбільш пам'ятними подіями у роки війни — бої в Німеччині. Наш полк форсував річку Одер.
З тяжкими боями взяли м. Опель, де отримав поранення в ногу.
Після одужання знову вернувся в свою частину. В одному бою під час наступу багато людей загинуло. У взводі залишилося живими 17 чоловік. Ми відірвались від своєї частини і не знали, де знаходимося. Незабаром ми побачили підводу з харчами і боєприпасами. За нею йшло два танки. Це були наші. Наш командир сказав, що попереду невелике німецьке містечко. Ми вирішили до вечора його зайняти і пішли в атаку. Атака успішно завершилась. В ній було втрачено всього одну людину.
За хоробрість та мужність нагороджений орденами «За мужність» та Вітчизняної війни ІІ ступеня, медаллю «За перемогу над Німеччиною у Великій Вітчизняній війні 1941—1945 рр.»

### Яковчук Дмитро Петрович
Почав я війну в Румунії, закінчив у Чехословаччині.
Воював у 34 бригаді, 30 дивізії мінометником.
Брав участь у вигнані нацистських окупантів зі столиці Австрії- Відені, за це нагороджений медаллю «За взяття Відня».
Найважче було під Прагою. Наша дивізія йшла позаду всіх, ми вели обстріли міста з важких мінометів. Дуже важко було під Будапештом. Попереду нас йшла піхота, сорокоп'ятки, ми стояли від передової на відстані приблизно сім кілометрів, попереду нас йшли ще «Катюші». Коли ми ввійшли в Будапешт, то бились за кожний будинок, поверх. Було так, що на одному поверсі ми, а на другому німці.
За бойові заслуги нагороджений Медаллю «За перемогу над Німеччиною у Великій Вітчизняній війні 1941—1945 рр.» та ювілейними медалями

### Фесюк Іван Дем'янович
Народився 5 травня 1924 року в с. Пісників Острожського р-ну, Рівненської області.
В армію забрали в 1944 році. Воював у 619 стрілецькому полку автоматником.
Весною 1945 року воював в Німеччині Нас було 60 чоловік, але ми перемогли. Влітку 1945 року нас перекинули на Далекий Схід. Ми захищали свою батьківщину від другого ворога — Японії. Демобілізувався з армії у березні 1947 року.
Нагороджений медалями «20-років Перемоги», «50- років Збройних Сил СРСР», «30-років Перемоги», «60-років Збройних Сил СРСР».

### Вовк Михайло Григорович
Народився 12 січня 1924 року в с. Чесники(Cześniki) Люблинської обл. Томашівський р-н. Коли почалася війна, працював у колгоспі.
Воював у 28 стрілецькому полку 9 гвардійської повітряно-десантної дивізії, Першого Українського фронту. Воював з вересня 1944 по лютий 1945 р.
У лютому 1945 року брав участь у форсуванні річки Одер, де був поранений у ліву ногу.
Нагороджений Орденом «За мужність» медалями: «60 років Перемоги», «50 років збройних сил СРСР», «60 років визволення України…» Помер у 2015 році.
.

### Бокій Овсій Іванович
Призвали мене в армію на другий день війни в 1941 році.
Попав у робочий батальйон під Москву в м Чкалов.
Наш батальйон будував площадку для літаків, виконував різні оборонні роботи. В 1944 році мене забрали в діючу армію. Почав війну в Латвії.
Найкраще мені запам'ятався бій під Кенінгсбергом.
Служив у піхоті, ручним кулеметником. Бій під Кенінсбергом був дуже важкий, де мене було важко поранено.
Лежав спочатку в госпіталі в Німеччині (6 місяців), потім у м. Горькому. Після нового року в 1945-му нас відвезли знову в полк. Воював я в 27 стрілецькому полку, 11 стрілецькій дивізії.
Нагороджений Медаллю «За Перемогу над Німеччиною у Великій Вітчизняній війні 1941—1945 рр.» та іншими ювілейними медалями..

## З історії школи
Наша школа звичайно, не найкрасивіша в районі. Є і просторіші, і кращі, але вона нам дорога, тому, що це наша школа. І написати її історію — для нас приємне доручення. Коли ми говоримо слово історія, то чомусь завжди хочеться уявити сиву давнину. Ми ж почнемо розповідь лише з 20 століття. Саме тоді у нашому селі була побудована нова школа. Вона невеличка, у літописах про неї не згадується, і тому ми мало що знаємо. Але наш клас відшукав тих людей, які вчилися в ній на початку 20 століття. Це Хмілецький Карпо, Шморгун Іван, Шинеля Павло, Самсонюк Дорофій.
В 1900—1920 рр. школа була на місці теперішнього кладовища. Це була однокласна, церковно-прихожанська школа. Навчання проводилося старослов'янською мовою. Голова повітового відділу був Коробай, повітовий інспектор шкіл Чернігівський.
Проіснувала школа до 1920 року, потім розвалилася, так як була стара.
Наше село, як і багато сіл і містечок Рівненщини, перебувало під владою панської Польщі, тому життя селян було важким, навчатися могли тільки діти заможних. У багатьох селах не було шкіл, вчились по хатах. Батьки хотіли, щоб діти вміли писати, читати, щоб не потрібно було всякий раз звертатися до старости, попа, адже вони вимагали грошей.
З 1920 року по 1930 рік, коли стара школа розвалилася, дітям не було де навчатися і тому селяни наймають приміщення в хаті дочки священика Лозінської Варвари Леонтівни. Дітей вчила вона сама. Та будинок Лозінської був уже не такий великий, всі охочі вчитися не могли туди ввійти і Атаманчук Степан здає під школу частину своєї хати (на місці теперішнього будинку Атаманчук Ніни), де і сам навчає дітей.
Буржуазно-поміщицька Польща озброєна і нацькована імперіалістами США та Антанти двічі нападала на Країну Рад. Радянський уряд, зважаючи на тяжке становище у країні, у 1921 році змушений на тяжких для себе умовах підписати у м. Ризі мирний договір. Частина України підпала під владу панської Польщі. Польський уряд, тим полякам, які відзначилися у боях під м. Рокитном (Ровенька обл.), дає в нагороду по 10 га землі, тобто забирає в селян найкращі їхні землі. На честь битви поляки називають своє поселення Рокитнянка (с. Новосілки (Новожуків) район лікарні). Для своїх дітей поляки будують дерев'яну двохповерхову школу. На першому поверсі було дві класні кімнати, а на другому — жили вчителі. Школа відкрилась у вересні 1930 року, і була до 1939 р./так як поляків вивезли, тому що вони були дуже агресивно настроєні проти радянської влади/.
У 1931 році поляки побудували молочарню, де відпустили 3 кімнати для навчання селянських дітей. Та не всі змогли навчатися. Які не помістились найняли приміщення у селянина — Лозицького Сильвестра. Директором цієї школи був Владислав Хлев'як, а вчителькою його жінка Яніна.
У 1934—1935 рр. держава будує семикласну дерев'яну школу в районі теперішньої лікарні. Туди перейшли діти від Лозицького. В ній нараховується 360 учнів. Викладання всіх предметів проводилося на польській мові. Навчання починалося і закінчувалося молитвою. Перед початком навчання батьки дітей платили «вхідне»(2 злотих або 1 пуд зерна). У школу ходили діти з сіл: Старожуків, Новожуків, Новосілки і Білів.
Тим дітям, яким виповнювалося 14 років, незалежно від того отримали вони семирічну освіту чи ні, навчатися далі не дозволялося. (від Демидка Миколи Охримовича).
За будь-який непослух в школі карали: вчитель бив учня лінійкою по руках, а в кого руки були чисті то вчителі насміхалися, говорячи, що з такого чистюхи хазяїна не буде. (від Хмілецького Карпа Фоковича).
Зошит в школі коштував 1 грош, але крім того ще потрібно було давати 1 грош на будівництво шкіл і тому діти надзвичайно бережно відносилися до зошитів, адже не кожен батько міг похвалитися дзвоном монет.
Директор школи викладав польську мову, співи(грав на скрипці) і фізкультуру. Його дружина Яніна — українську мову в молодших класах, а в старших — Троцько (2 години на тиждень), алгебру і геометрію — Лабуда Адольф Казимирович, анатомію — Мальчевський Мар'ян та інші. Релігію щосуботи викладав священик із села — Карпович Олександр, а полякам — ксьондз із Клеваня.
Вересень 1939 — червень 1941 р.
Першими вчителями, що приїхали із встановленням радянської влади були: директор школи Шиковський Андрій Порфирович, викладав фізику, сестри Гетьманська Надія і Ольга (родом із Полтави). Ольга викладала історію та географію, Надія — у менших класах, Бокієвич Володимир — українську мову. Був створений 8-ий клас. У ньому навчалося 45 учнів (із спогадів Самсонюка Олександра Дорофійовича).
У 1940—1941 н.р була створена і піонерська організація школи. Одним із перших піонерів були Євген Мороз, двоюрідні сестри Надьохи із с. Білів.
Перші вчителі: Гетьманська Надія і Ольга
1940—1950 роки
1941 рік. Війна! Війна! Од тилу срібний
Степ України загримів, Ми йдемо на бій, на бій побідний, Святий і праведний наш гнів
Коли нацисти окупували наш край, вони хотіли показати свою «гуманність», навчання в школі продовжується, але дітей навчають і виховують не як повноправних господарів землі, а дивляться на них як на майбутню робочу силу. Та німецька «гуманність» виявилася не довговічною. У червні 1943 року, коли було вчинено напад на обоз гітлерівців: 5 легкових, одна вантажна, 1 мотоцикл, нацисти спалили все село і також школу. Навчання припинилося.
9 травня 1945 рік. Довгоочікуваний день, день Перемоги.
Знову відновилося навчання. Здається тільки б радіти, будувати нове життя. Та в селах лютували запроданці українського народу — бандерівці. Брат йшов проти брата. Ридала земля, залита кров'ю.
1949 р. В цьому році був повішений Євген Мороз, перший комсомолець села /його ім'я носила наша піонерська дружина/, сільські активісти із села Білів — сестри Надьохи. І серед вбивць був брат однієї із сестер. Бандерівці спалили разом із трактором одну із перших трактористок Минькову Ніну.
Та все ж не можна було залякати людей. Вони прагнули до нового світлого життя. Школа спалена, та навчання продовжується. Вчитель Бокієвич Володимир забирає дітей у свою хату, де навчає їх. В 1947 році семикласна школа відкривається в хаті Гарбузи (Поровського, с. Новосілки), а в с. Новожуків — початкова школа в хаті Бубенчик Анісі, де вчила вчителька Паращук Марія Ксенофонтівна та вчителька Брошук (Кучер) Ольга Василівна.
В цьому ж році відновила свою діяльність і піонерська організація. В школі в цей час працювали такі вчителі: Гібало Федір Давидович, Висоцький Сергій Іванович, Висоцька Галина Миколаївна, яка була старшою піонервожатою, а потім вчителькою російської мови, Приварська Віра Йосипівна, Ґандзя Людмила Миколаївна та інші.
Випускниками і піонерами перших післявоєнних років були:
- Заремба Галина Петрівна
- Шморгун Євген Іванович
- Терещеня Григорій Остапович
- Терещеня Віра Кузьмівна
- Зінчук Віра Демидівна
- Паращук Марія

На фотографії третя з права наліво ст. піонервожата Демидович Тамара
1960—1970 роки
1956 року розпочато будівництво нової школи. У 1958—1959 н.р. діти вперше сіли за парти новозбудованої семирічної школи. Піонери і комсомольці з великим натхненням беруть участь у суботниках і недільниках по благоустрою території. Під керівництвом самого директора школи Шаповала Григорія Петровича було посаджено садок, алея ялин, яка прикрасила територію школи.
Назва школи в 1963 році міняється на Іскрівську.
У 1963—1964 н.р. піонери збирають матеріали про свого односельчанина, першого комсомольця села — Євгена Мороза. Мітинг відкриває секретар парторганізації колгоспу «Іскра» Григорій Карпетченко. На почесній варті піонери-відмінники: Люда Доля, Толя Мачута. Їх змінили комсомольці, а потім — комуністи. На мітингу виступила мати героя — Лукерія Микитівна. Завідувач шкільного відділу комітету комсомолу Ростислав Нос зачитав рішення про присвоєння дружини ім'я земляка. (із газети «Слово правди» за 16 жовтня 1964 р.)
З 1964 року навчання в школі стало восьмирічним. Ученицею І випуску якою стала і наша вчителька Шморгун Т. І. Протягом 1960—1980 років директором школи були:
- Скоропляс Борис Петрович
- Напачевський Володимир Васильович
- Мандзя Людмила Миколаївна
- Якимчук Іван Костянтинович
- Єфімчук Федір Олегович.

Піонери дружини під керівництвом старшої піонервожатої Яблоцької Мирослави Іванівни беруть участь: Всесоюзній акції «Піонери СРСР-В'єтнаму» (1968 р.)
Експедиції «Заповітом Леніна вірні» (1969—1970 рр.)
Всесоюзному Марші піонерських загонів «Завжди готов» (1970—1982 рр.)
Всесоюзному місячнику по збору макулатури (1973 р.)
Операціях «Піонерські рейки — БАМу» (зібрали 4 тони металобрухту)
Неодноразово за активну участь в роботі на Марші піонерська дружина нагороджувалась грамотами райкому комсомолу, правління колгоспу.
Найкращі учні школи
Прийом у піонери. Квітень 1970 р.
Випуск 1968 року
На піонерському святі. Травень 1972 р.
Свято першого дзвоника. 1979 р.
1980-і роки
80-і роки. Наше піонерське дитинство. Ми крокуємо Всесоюзним Маршем юних ленінців, беремо участь у п'ятирічці трудових піонерських справ, в експедиції «Літопис Великої Вітчизняної», операції «Піонерська слава». Школярі зібрали у 1983 році 4 т 670 кг металобрухту, 1 т 500 кг яблук, виростили і здали 83 т цукрових буряків, допомагали тваринникам.
В 1980 році піонервожатою стала Кидун Валентина Віталіївна, у 1982 — Чумак Марія Петрівна.
От ми виростем великі, Шлях для себе оберем
Той на море — капітаном, Другий в шахту — шахтарем, Третій — льотчиком відважним
Чи танкістом бойовим.
Та усі згадаєм школу, Все одно як рідний дім!
1984—1985 роки
У зв'язку з браком кабінетів у Іскрівській восьмирічній школі на замовлення колгоспу «Іскра», головою якого був Одуд Я. О. в селі Новожуків розпочалося будівництво нової школи. — 1984—1985 рр.
У 1985 році- завершено будівництво школи, відкриття.
Директором школи був Єфімчук Федір Олегович.
1987 рік — реорганізація Іскрівської восьмирічної школи в Іскрівську ЗОШ I—III ст.
1989 р. — відкриття пам'ятного знака в с. Пересопниця, зустріч передової інтелігенції всього Радянського союзу, де активну участь взяли учні та вчителі Іскрівської ЗОШ.
Кількість вчителів з відкриття школи становила 13 та постійно зростала.
Кількість учнів 1985 р. — 124.
Забудова Іскрівської школи 1984 р.
1 вересня 1985 р.
Відкриття Іскрівської школи
Вручення ключа від Іскрівської школи
Рецензент Кушнір Іван Володимирович — заступник директора з виховної роботи Іскрівської ЗОШ I—III ступенів.

## Галерея

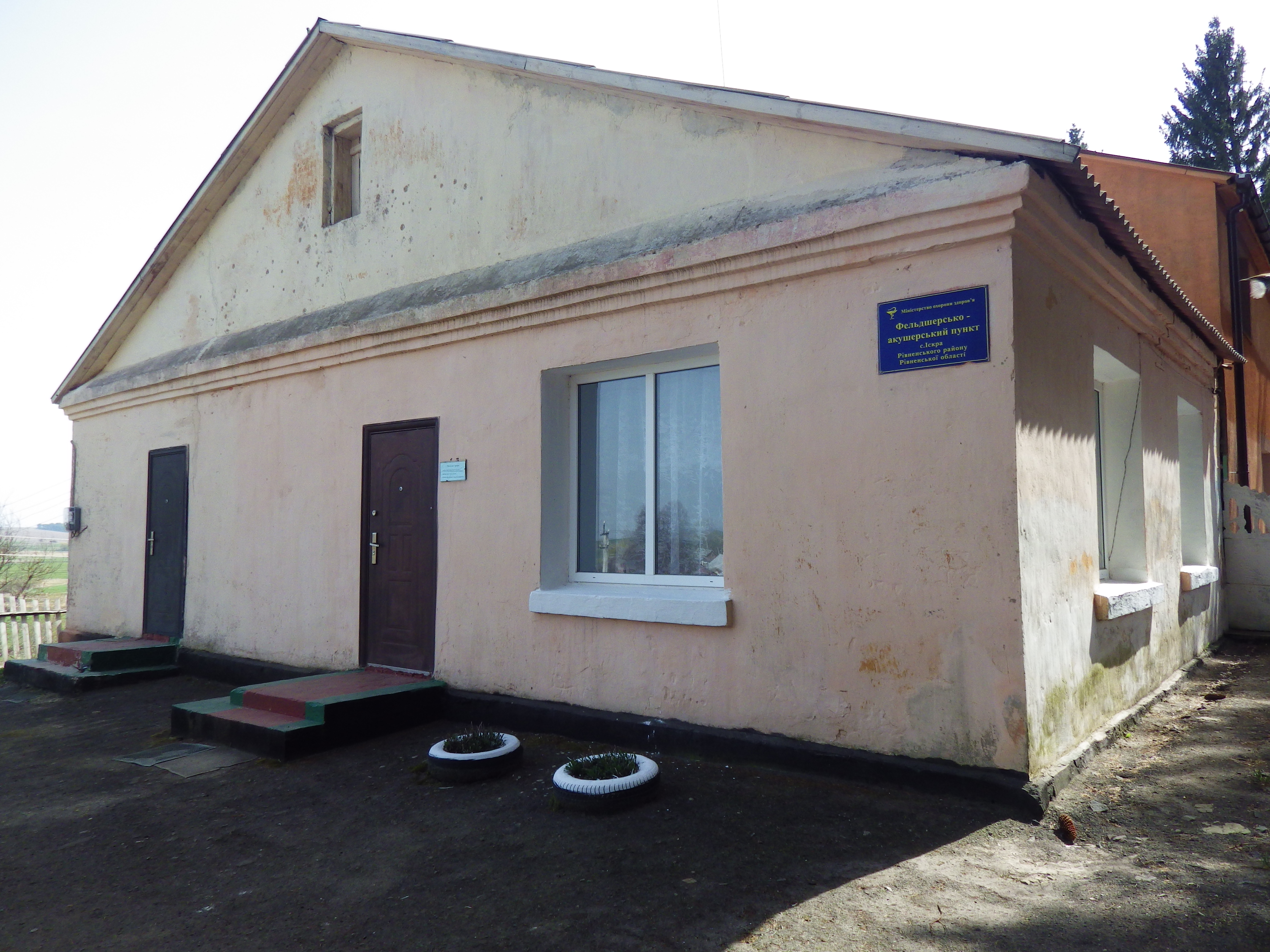
Акушерський пункт
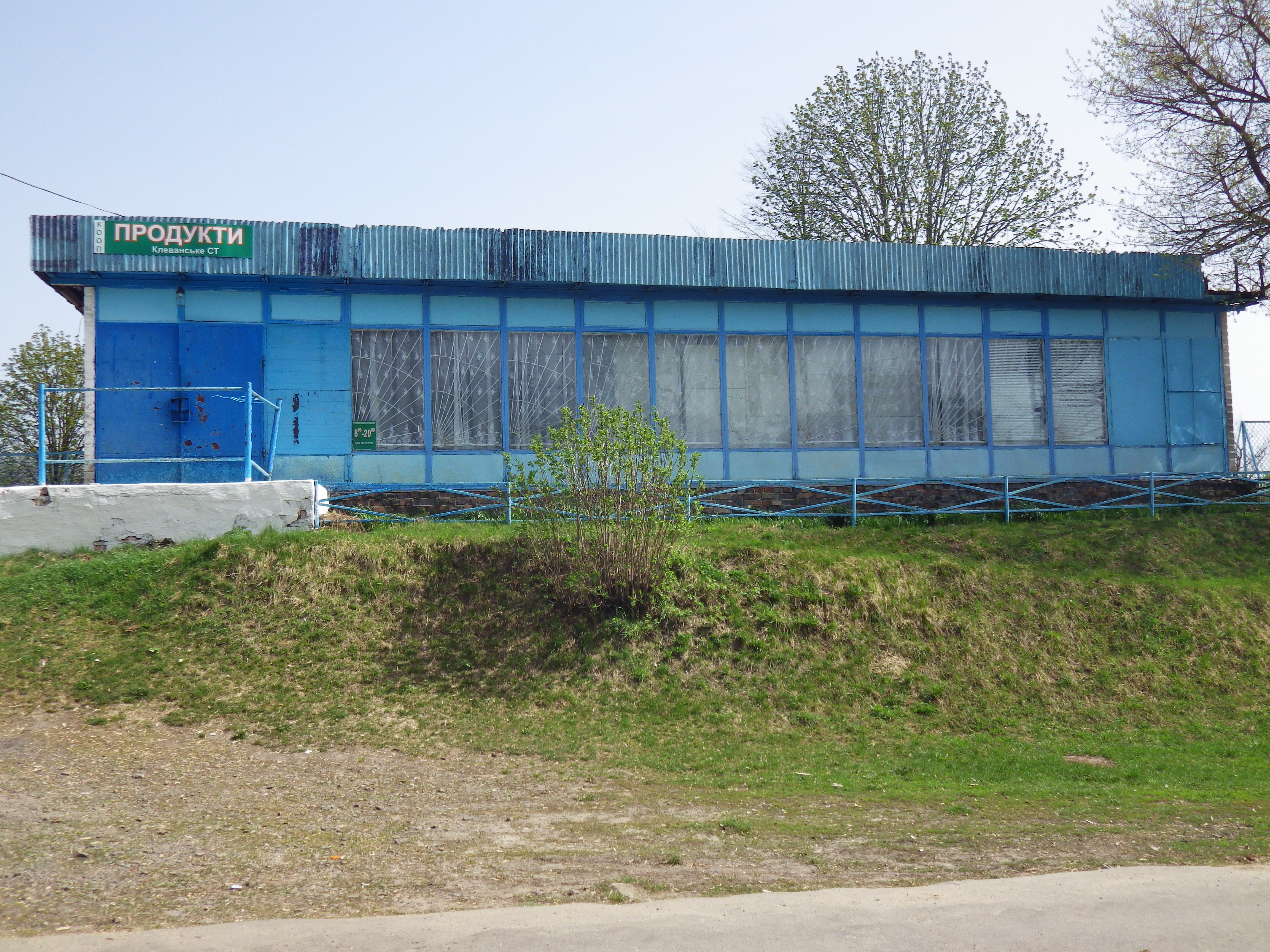
Магазин
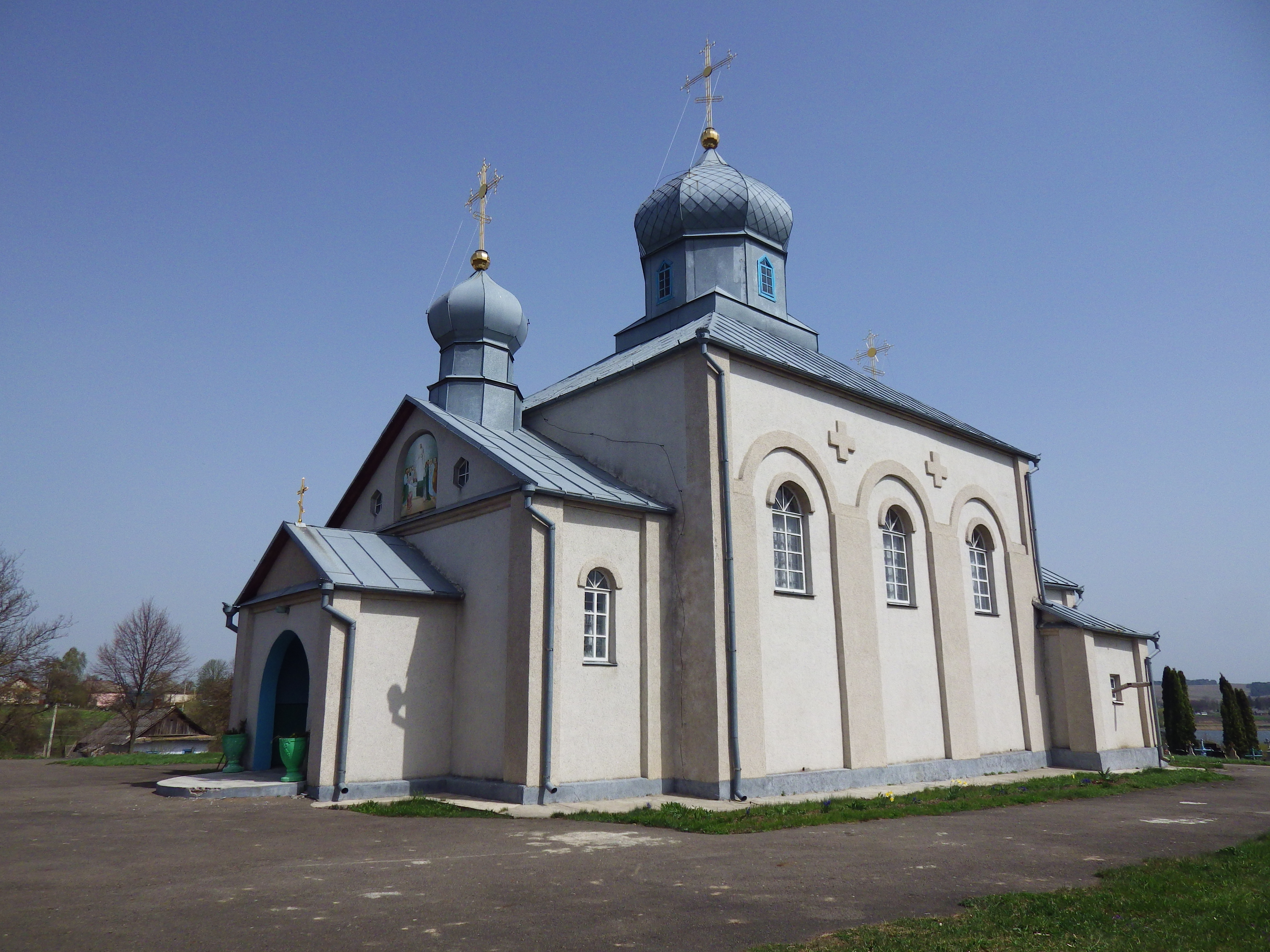
Православна церква
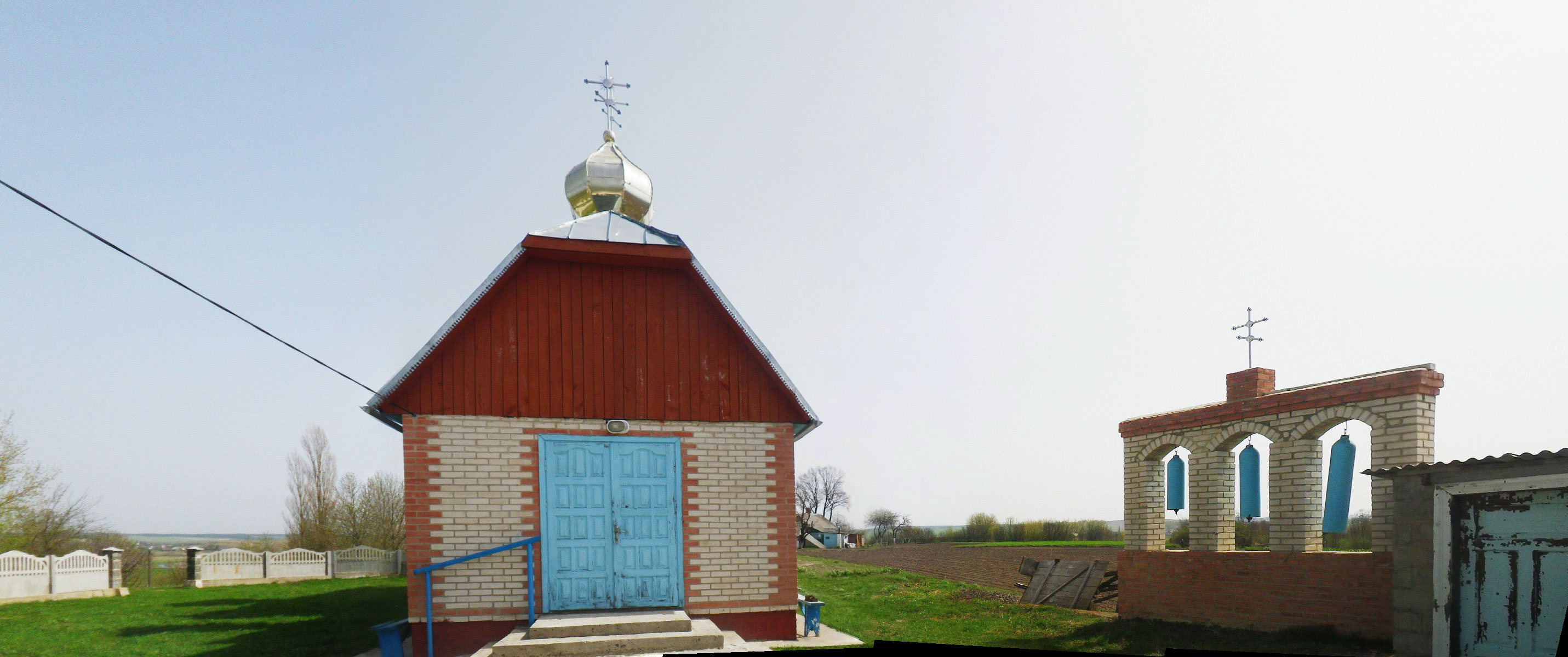
Православна церква
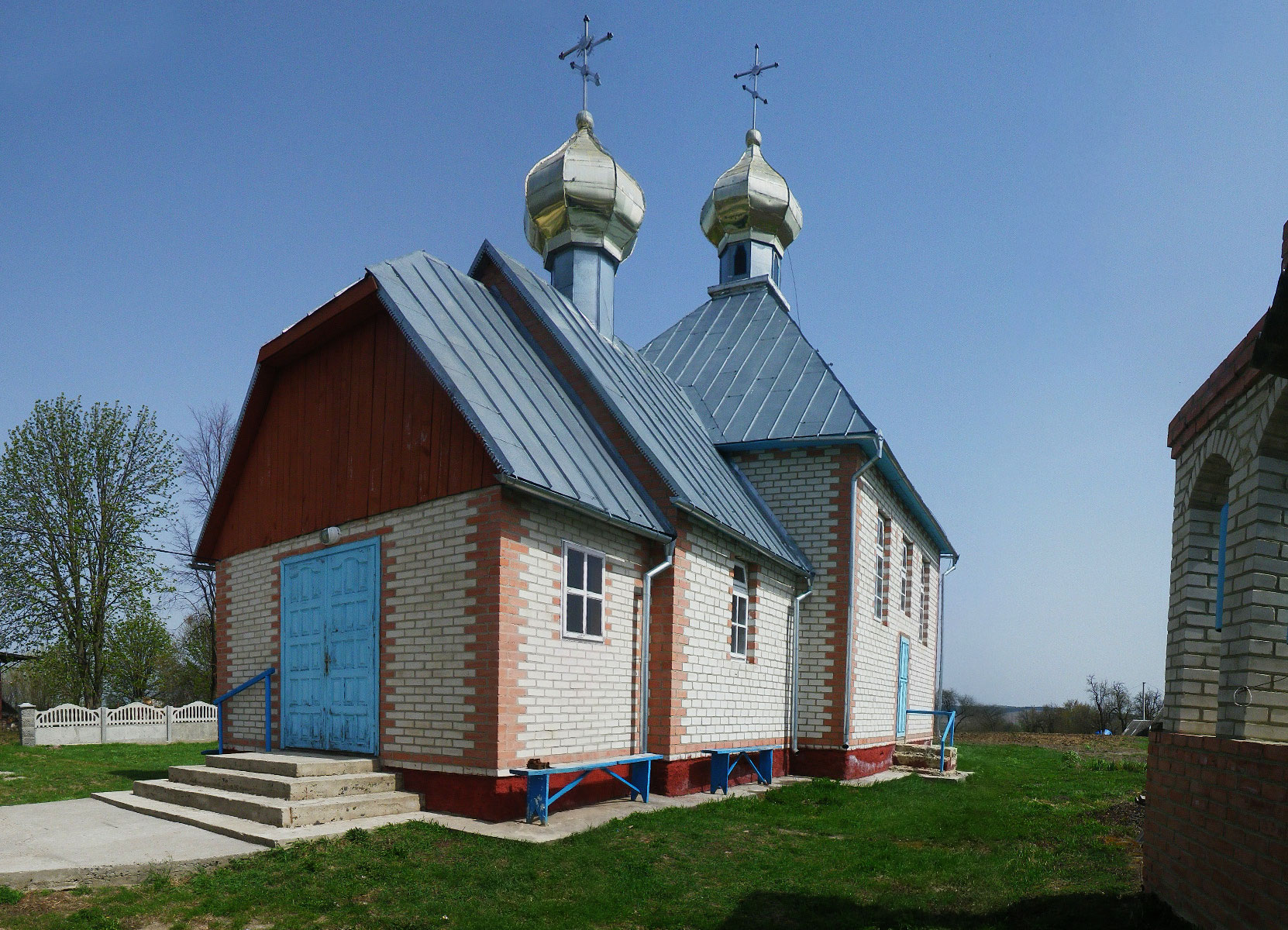
Православна церква
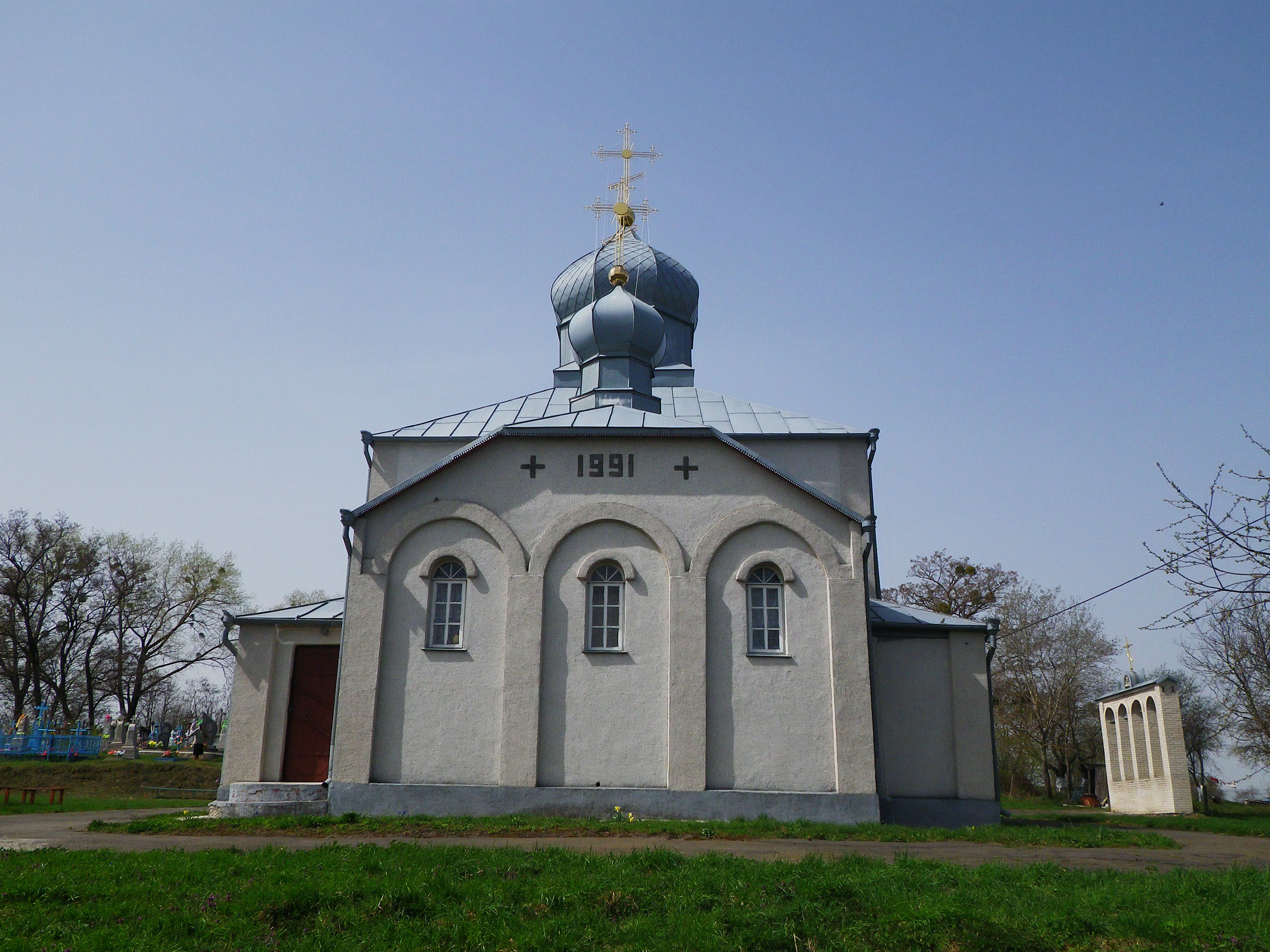
Православна церква
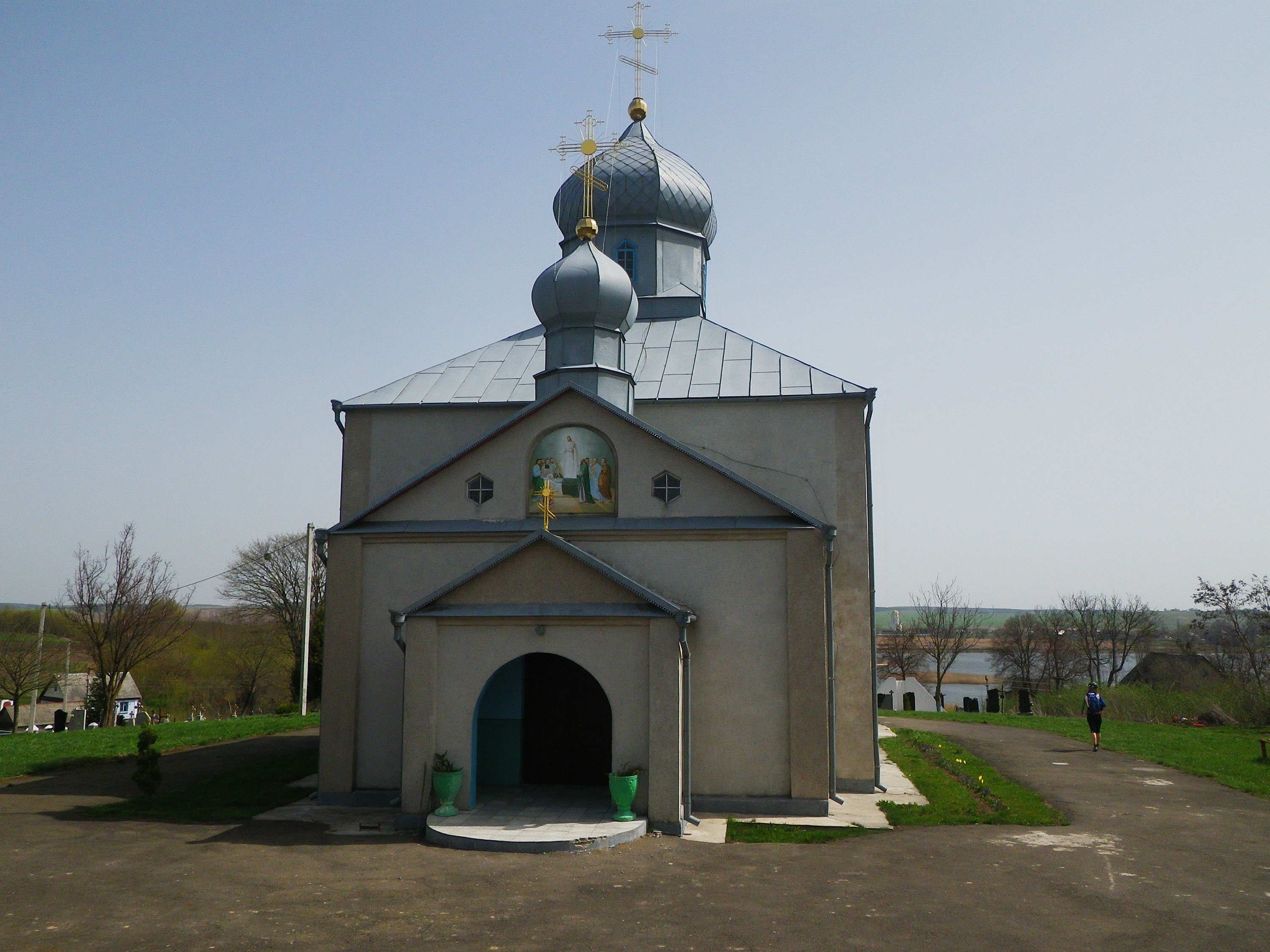
Православна церква
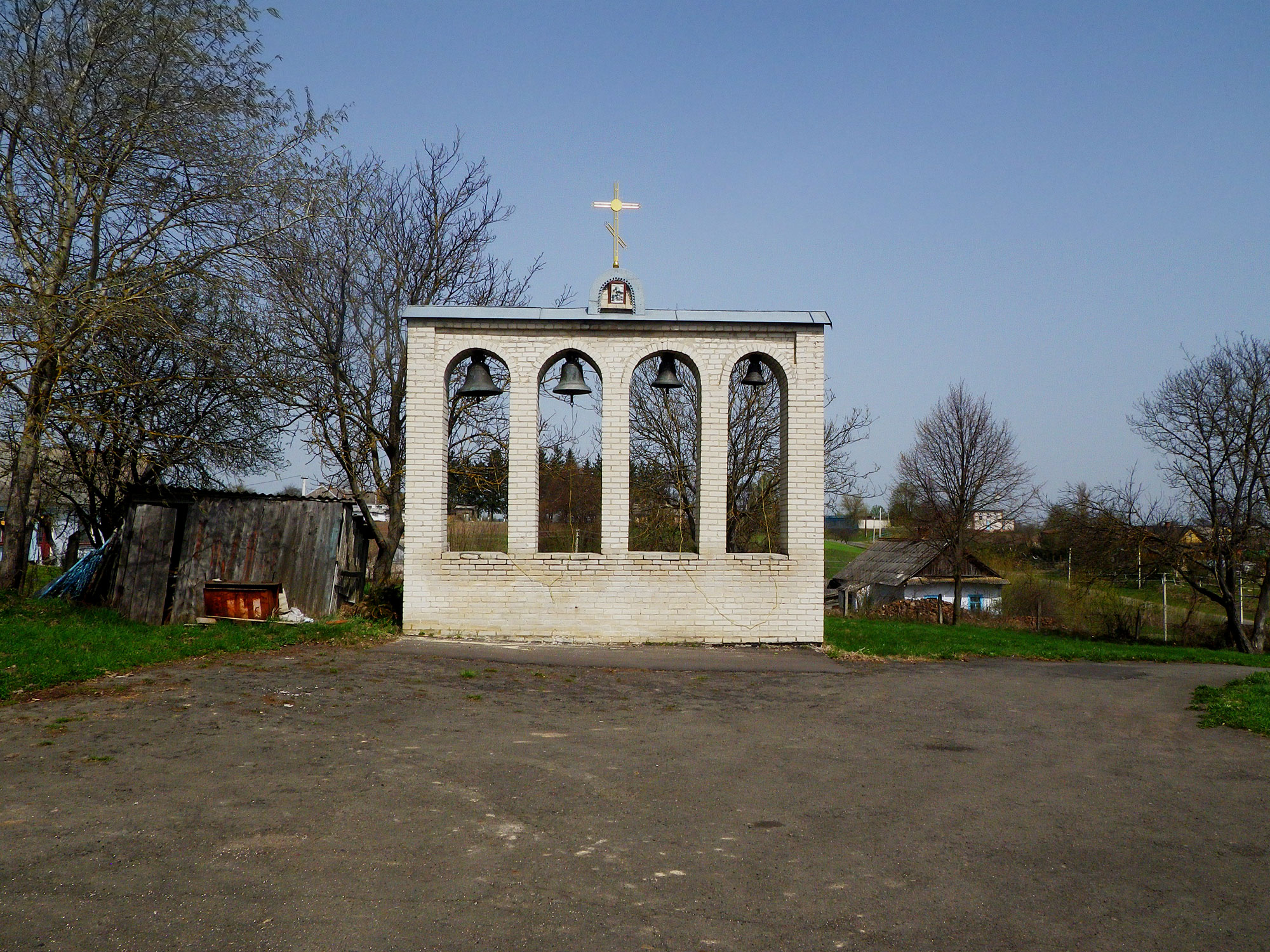
Дзвіниця біля церква
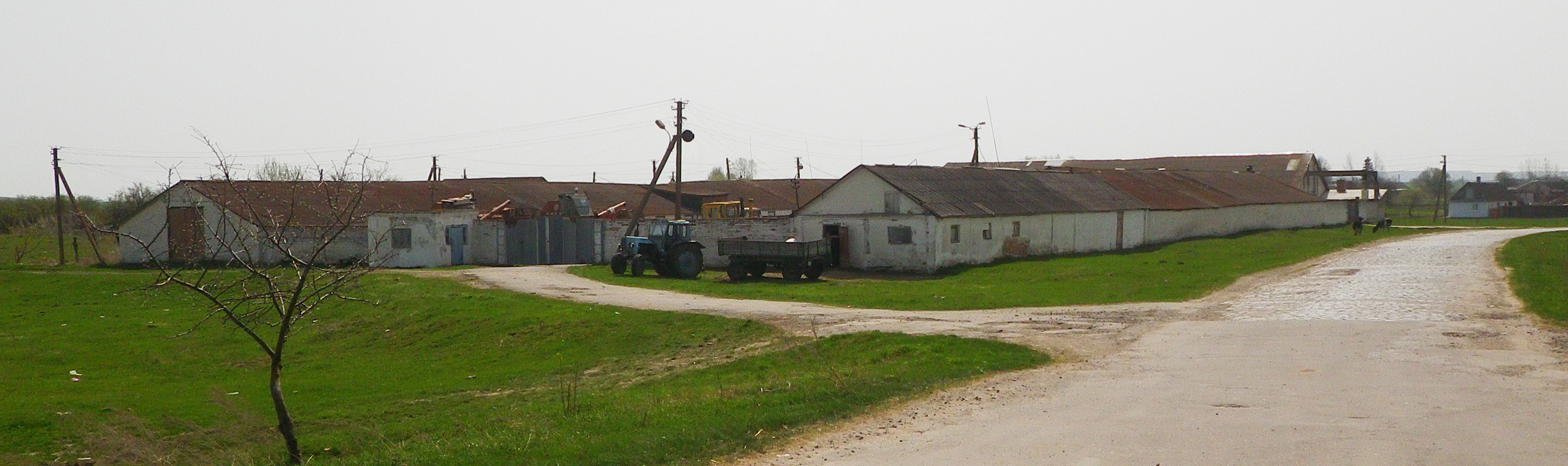
Панорама залишків колгоспу
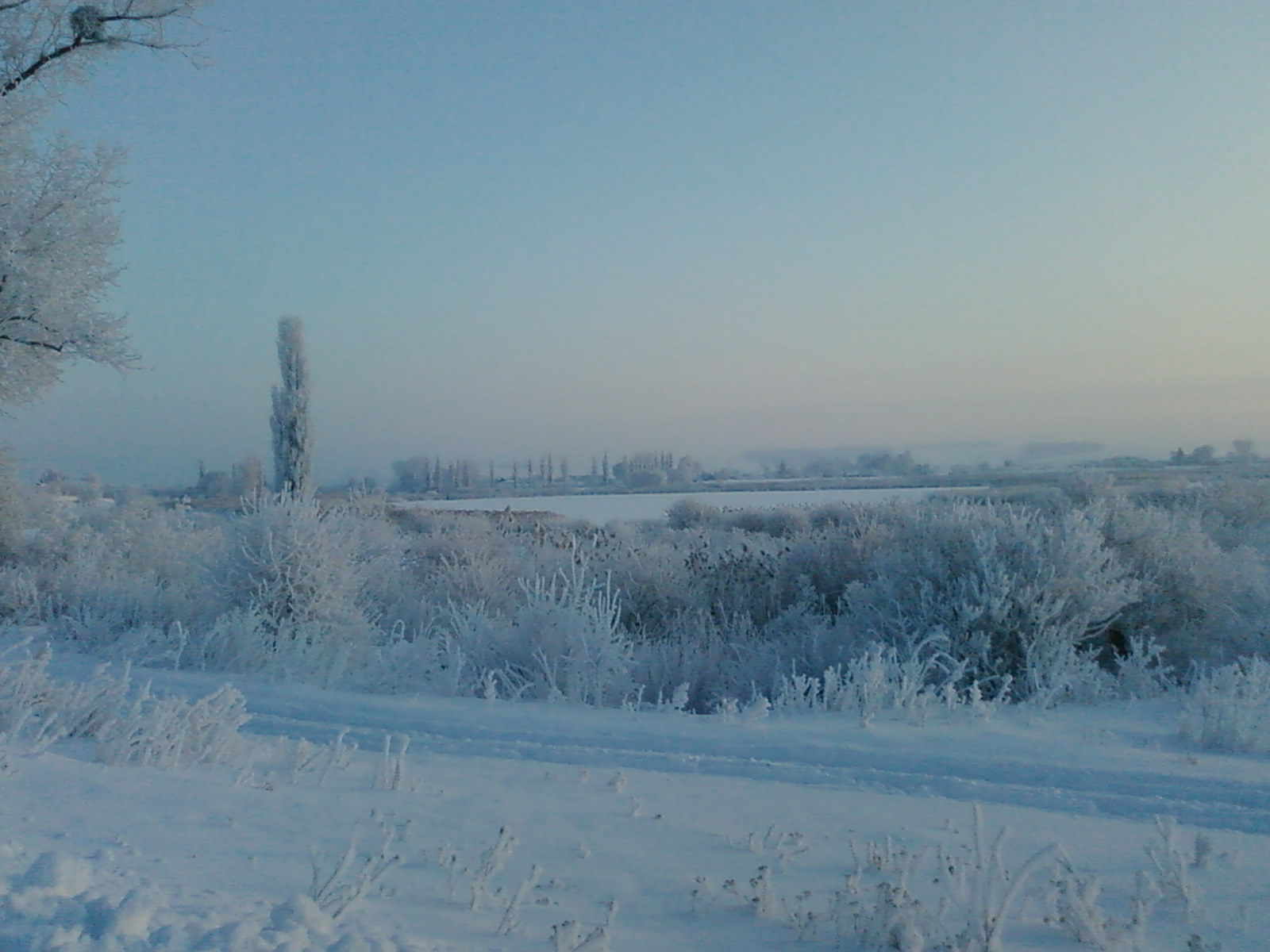
Іскрівський став
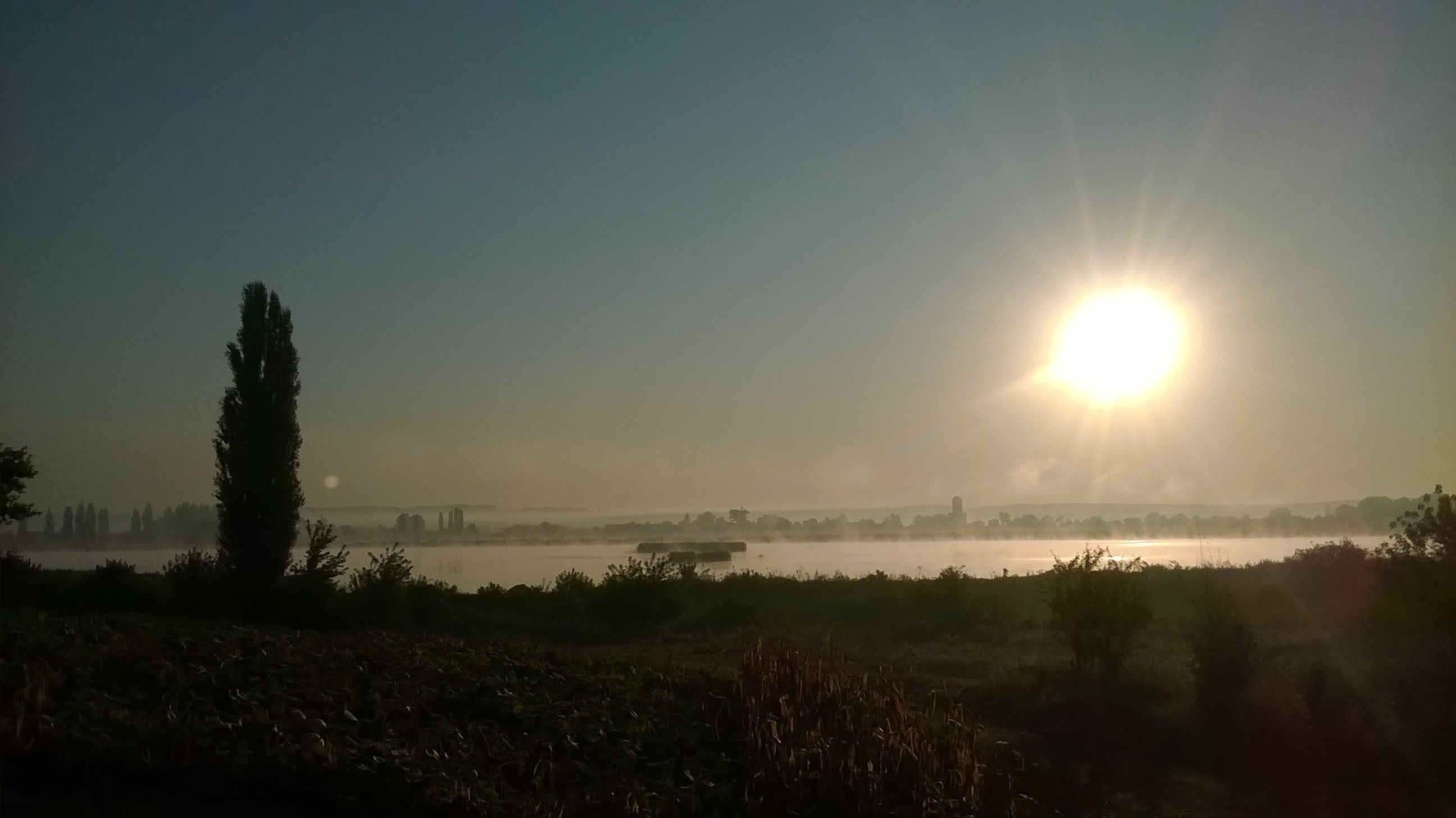
Світанок